# 오빠, 가챠
《오빠, 가챠》(일본어: お兄ちゃん、ガチャ)는 2015년 1월 10일부터 3월 28일까지 닛폰 TV에서 매주 토요일 24:50 ~ 25:20 (JST)에 방송된 텔레비전 드라마이다. 주연은 스즈키 리오와 키시 유타.

## 캐스트

### 시즈쿠이시가(家)
- 시즈쿠이시 미코 - 스즈키 리오
- 토이 - 키시 유타 (쟈니즈 Jr.)
- 시즈쿠이시 마코 - 오사나이 카린
- 시즈쿠이시 리쿠 - 하무라 진세이
- 시즈쿠이시 카코 - 미야케 노아
- 시즈쿠이시 리코 - 노무라 마스미

### 미코의 친구
- 나츠코 - 키우치 마루
- 미타라이 - 하라 스즈코
- 오빠즈
  - 소년 A - 나카다 히로키 (쟈니즈 Jr.)
  - 소년 B - 요시자와 시즈야 (쟈니즈 Jr.)
  - 소년 C - 카지야마 아사히 (쟈니즈 Jr.)
  - 소년 D - 하라 요시타카 (쟈니즈 Jr.)

### GAME CENTER
- 레이 - 미야치카 카이토 (쟈니즈 Jr.)
- 니시하라 준

### 오빠 게스트
- 니코 - 마츠쿠라 카이토 (쟈니즈 Jr.)
- 키라라 - 아베 아란 (쟈니즈 Jr.)
- 로드 - 모리타 뮤토 (쟈니즈 Jr.)
- 네거 - 마츠다 겐타 (쟈니즈 Jr.)
- 코난 - 타마모토 후미토 (쟈니즈 Jr.)

## SixTONES
- 쿄모토 타이가 (젠틀)

## Snow Man
- 후카자와 타츠야 (세이기)
- 이와모토 히카루 (켄 상)
- 메구로 렌 (미코의 친구/오빠즈/소년 E)

## 스태프
- 각본 - 노지마 신지
- 음악 - 마키도 타로
- 감독 - 오오타니 타로, 카와이 하야토
- 삽입곡 - 〈오빠, 가챠〉
- 제작 - 후쿠시 아츠시
- 프로듀서 - 우에노 히로유키, 와타나베 히로히토 (AX-ON)
- 음악 - 마키도 타로
- 기획 제작 - 닛폰 TV
- 제작 프로덕션 - AX-ON
- 제작 협력 - 아반즈 게이트
- 제작 저작 - 〈오빠, 가챠〉 제작 위원회

## 방송 일자
| 각 화  | 방송일          | 감독          |
| ------ | --------------- | ------------- |
| 제1화  | 2015년 1월 10일 | 오오타니 타로 |
| 제2화  | 1월 17일        | 오오타니 타로 |
| 제3화  | 1월 24일        | 카와이 하야토 |
| 제4화  | 1월 31일        | 카와이 하야토 |
| 제5화  | 2월 7일         | 오오타니 타로 |
| 제6화  | 2월 14일        |               |
| 제7화  | 2월 21일        |               |
| 제8화  | 2월 28일        |               |
| 제9화  | 3월 7일         |               |
| 제10화 | 3월 14일        |               |
| 제11화 | 3월 21일        |               |
| 제12화 | 3월 28일        |               |

- 첫회는 15분 지연 (25:05 ~ 25:35).